# Конвой Балікпапан – Трук (17.01.44 – 26.01.44)
Конвой Балікпапан — Трук (17.01.44 — 26.01.44) — японський конвой часів Другої світової війни, проведення якого відбувалось у січні 1944. Є відомості, що конвой мав позначення KU-702.
Вихідним пунктом конвою був один з головних центрів нафтовидобувної промисловості Південно-Східної Азії Балікпапан, розташований на східному узбережжі острова Борнео. Пунктом призначення став атол Трук у центральній частині Каролінських островів, де до лютого 1944-го була головна база японського ВМФ у Океанії та транспортний хаб, що забезпечував постачання Рабаула (головна передова база в архіпелазі Бісмарка, з якої провадились операції на Соломонових островах та сході Нової Гвінеї) і східної Мікронезії.
До складу конвою увійшли танкери «Кйокуто-Мару» (Kyokuto Maru) і «Нічієй-Мару» (Nichiei Maru), які охороняв сторожовий корабель PB-2.
Загін вийшов із Балікпапану 17 січня 1944-го. Поблизу нафтовидобувних регіонів Борнео, в районі західних Каролінських островів (передусім Палау) та Труку традиційно діяли американські підводні човни, тому 22 січня ескорт перебрали на себе есмінці «Сімакадзе» і «Танікадзе», тоді як PB-2 попрямував на Палау. У підсумку перехід пройшов без інцидентів і 26 січня конвой успішно прибув на Трук.